# Comitato organizzativo repubblicano
Il Comitato organizzativo repubblicano (anche Orgkom) è stata un'autorità politica di controllo dell'Oblast' autonoma del Nagorno Karabakh.

## Storia
Essa venne nominata il 28 novembre 1989 dal Soviet Supremo dell'Urss che sciolse il Comitato amministrativo speciale che dal gennaio dello stesso anno era stato chiamato ad amministrare la regione sottraendola "de facto" al controllo del Soviet azero.
Il Comitato, che diviene pienamente operativo solo nel mese di gennaio 1990, viene in pratica posto di nuovo sotto controllo delle autorità azere e sostanzialmente annulla la svolta apparentemente "autonomista" di pochi mesi prima.
Il 26 gennaio 1990 Victor Polyanichko, chiamato a presiedere il nuovo comitato in sostituzione del designato Arkady Volsky, si reca a Stepanakert (dove in piazza Lenin ha sede la nuova istituzione) e incontra il generale Vladislav Sofonov, responsabile dell'ordine pubblico della regione e che l'anno successivo sarà uno dei comandanti della operazione Anello.
Il Comitato viene costituito sulla base di dieci membri tutti di etnia azera tranne uno (Valery Grigoryan) che in seguito venne assassinato. Anche con l'impiego delle milizie speciali (OMON) il Comitato esautorò nella sostanza l'autorità politica del Soviet regionale e tentò di amministrare la regione allontanando le spinte di autodeterminazione della componente armena che rappresentava oltre i tre quarti dell'intera popolazione.